# Гуаставино, Карлос
Карлос Гуаставино (исп. Carlos Guastavino; 5 апреля 1912 — 29 октября 2000) — аргентинский пианист и композитор.
Учился в Буэнос-Айресе у Атоса Пальмы. В 1947—1949 гг. выступал в Великобритании, в этот период «Три аргентинских романса» Гуаставино были впервые исполнены симфоническим оркестром BBC. В 1956 г. гастролировал в СССР и Китае.
Гуаставино принадлежит более 200 сочинений, среди которых преобладает вокальная музыка — песни на стихи латиноамериканских (Пабло Неруда, Габриела Мистраль, Хорхе Луис Борхес…) и испанских (Рафаэль Альберти, Луис Сернуда и др.) поэтов. Известностью пользуются также его три сонаты для гитары, фортепианная сюита «Аргентинские песни» (исп. Cantilenas Argentinas; 1956—1958), дивертисмент, написанный для Русского балета Монте-Карло и поставленный в буэнос-айресском театре Колон во время гастролей балета в 1942 г. Творчество Гуаставино опирается преимущественно на аргентинскую национальную традицию — в частности, на опыт таких композиторов, как Хулиан Агирре и Альберто Вильямс, — оставаясь в стороне от модернистских тенденций, знаменосцами которых в аргентинской музыке выступали сперва Альберто Хинастера, а затем Маурисио Кагель.